# Бордюг Володимир Миколайович
Володимир Миколайович Бордюг (нар. 27 листопада 1969, Кіровоград, УРСР) — радянський та український футболіст, півзахисник.

## Життєпис
Вихованець кіровоградської ДЮСШ, перший тренер — Олексій Кацман. У дорослому футболі дебютував 1987 року в команді «Радист» (Кіровоград). Далі грав у командах «Барановичі», «Зірка» (Кіровоград) та «Поділля» (Хмельницький).
Напередодні старту другого чемпіонату України перейшов у «Ниву» (Тернопіль), де 16 серпня 1992 року в грі з «Кривбасом» дебютував у вищій лізі чемпіонату України.
З 1993 по 1997 роки грав у командах першої та другої ліг українського чемпіонату.
Продовжив кар'єру в третій лізі чемпіонату Росії. Захищав кольори команд «Фабуса», «Спартака» (Йошкар-Ола), «Нафтовика» (Бугульма). У 1999 році був гравцем костанайського «Тоболу».